# Шереметьєвка (Ленінградська область)
Шереметьєвка (рос. Шереметьевка) — присілок у Всеволожському районі Ленінградської області Російської Федерації.
Населення становить 44 особи. Належить до муніципального утворення Морозовське міське поселення.

## Історія
Від 1 серпня 1927 року належить до Ленінградської області.

## Населення
| 1838 | 1862 | 1896 | 1926 | 1997 | 2007 | 2010 |
| ---- | ---- | ---- | ---- | ---- | ---- | ---- |
| 71   | ↗115 | ↗180 | ↗314 | ↘25  | ↗33  | ↗44  |
| 2017 |      |      |      |      |      |      |
| →44  |      |      |      |      |      |      |